# Löhsten
Löhsten ist ein Ortsteil der amtsfreien Stadt Herzberg (Elster) im Landkreis Elbe-Elster in Brandenburg. Der Ort liegt an der Bundesstraße 87 zwischen Torgau und Herzberg (Elster) unweit der Landesgrenze.

## Geschichte

Löhsten auf einer geschichtlichen Karte des Kreises Liebenwerda (1910).

Frühere Schreibweise des Ortes lauteten Loeßen (1550) und Löhsen (1659).
Bis 1659 gehörte der Ort zum sächsischen Amt Annaburg, bis 1815 zum Amt Schweinitz. 
1550 lebten hier 15 besessene Mann, darunter waren 13 dem Amt Lochau (Lochau wurde später in Annaburg umbenannt) zuständig.
Die Ortsflur grenzte mit der Annaburger Heide und den Dörfern Döbrichau, Züllsdorf und Gernewitz.
Löhsten war im 16. Jahrhundert eine Filiale von Döbrichau. Die Dorfkirche wurde 1500 aus Holz gebaut und war 1775 so baufällig geworden, dass sie durch einen Neubau ersetzt werden musste.
Im Dreißigjährigen Krieg erlitt Löhsten wie das benachbarte Döbrichau als Straßendorf in der Annaburger Heide zahlreiche Plünderungen, was dazu führte, dass der Ort von fast allen Einwohnern verlassen wurde. Von 15 besessenen Männern lebten 1659 dort nur noch sechs. Man bezeichnete es daher als das wüste Dörflein Löhsen. Kurfürst Johann Georg II. von Sachsen trat seinen Anteil an diesem Dorf am 12. Februar 1659 aufgrund dessen Verdienste an den kursächsischen Kammerherrn, Oberst und Hauptmann der Ämter Meißen, Oschatz und Mutzschen, Hanß Abraham von Gersdorf zu Kreischau, ab, der zuvor bereits über sein Gut Gernewitz einen Anteil am Dorf Löhsten besaß. Durch diese Abtretung erfolgte der Wechsel zum sächsischen Amt Schweinitz, zu dem damals das Rittergut Kreischau gehörte.

## Kultur und Sehenswürdigkeiten

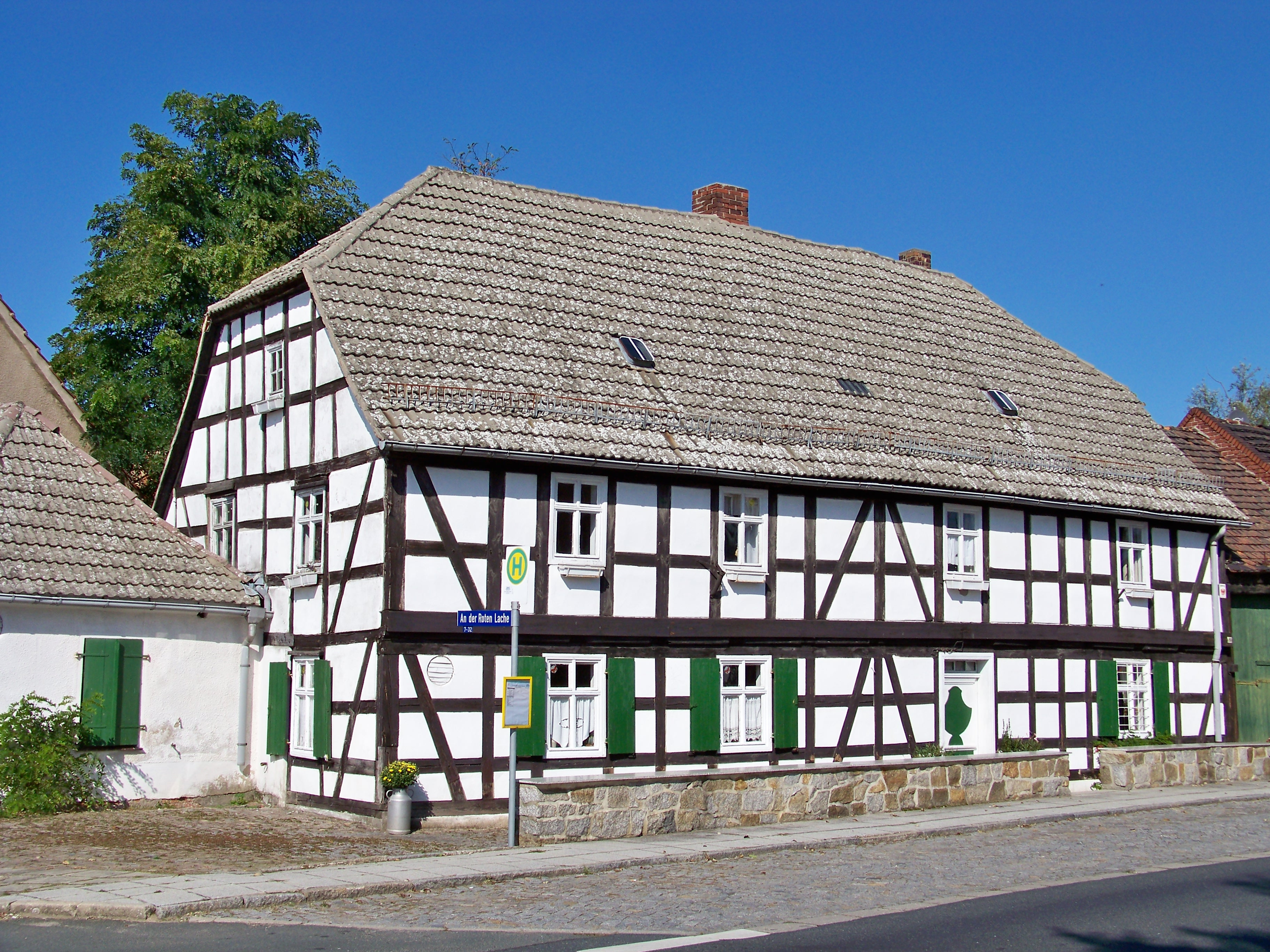
Der einstige Gasthof des Ortes.

### Dorfkirche
Im Ortszentrum von Löhsten ist die heute unter Denkmalschutz befindliche Dorfkirche zu finden. Bei der hiesigen Kirche handelt es sich um einen im Jahre 1777 entstandenen Fachwerkbau. In seinem Inneren sind unter anderem eine hölzerne Taufe und ein Kanzelaltar aus dem 18. Jahrhundert sowie eine Orgel aus der Zeit um 1800 zu finden.

### Weitere Denkmäler
Unmittelbar vor der Kirche befindet sich ein Gefallenendenkmal für die im Ersten und Zweiten Weltkrieg gefallenen Dorfbewohner.
Weitere in der örtlichen Denkmalliste verzeichnete Baudenkmäler sind ein der Kirche benachbarter Gasthof, welcher als Fachwerkbau in der Mitte des 18. Jahrhunderts errichtet wurde und die einstige Dorfschule, deren Entstehung auf das Jahr 1852 datiert wird.